# 三上小又
三上小又（日语：／ Mikami Komata，11月11日—），日本漫畫家、插畫家。男性。出身於石川縣金澤市。代表作是《YUYU式》。筆名「三上小又」是本名「淑」的漢字分解所用的一個字符。在刻畫上講究手部的真實感。

## 來歷
2008年在《Manga Time Kirara》開始連載《YUYU式》。
2013年4月至6月，《YUYU式》播出電視動畫。2017年2月發行《YUYU式》OVA。

## 作品列表

### 連載漫畫
- YUYU式（《Manga Time Kirara》連載）尚禾文化

### 選集
- K-ON！輕音部 漫畫選集 1

### 插圖
- 向陽素描×☆☆☆（第8話片尾插圖）
- 請問您今天要來點兔子嗎？（第5話片尾插圖）

### 遊戲
- 閃耀幻想曲（人物設定、劇本、監修）

### 其它
- 黃金拼圖Thank you!!（應援留言）[5]

## 外部連結
- （日語）－三上小又的官方個人部落格。
- 三上小又的X（前Twitter） （日語）
- 三上小又的pixiv （日語）